# Lakówka ceglasta

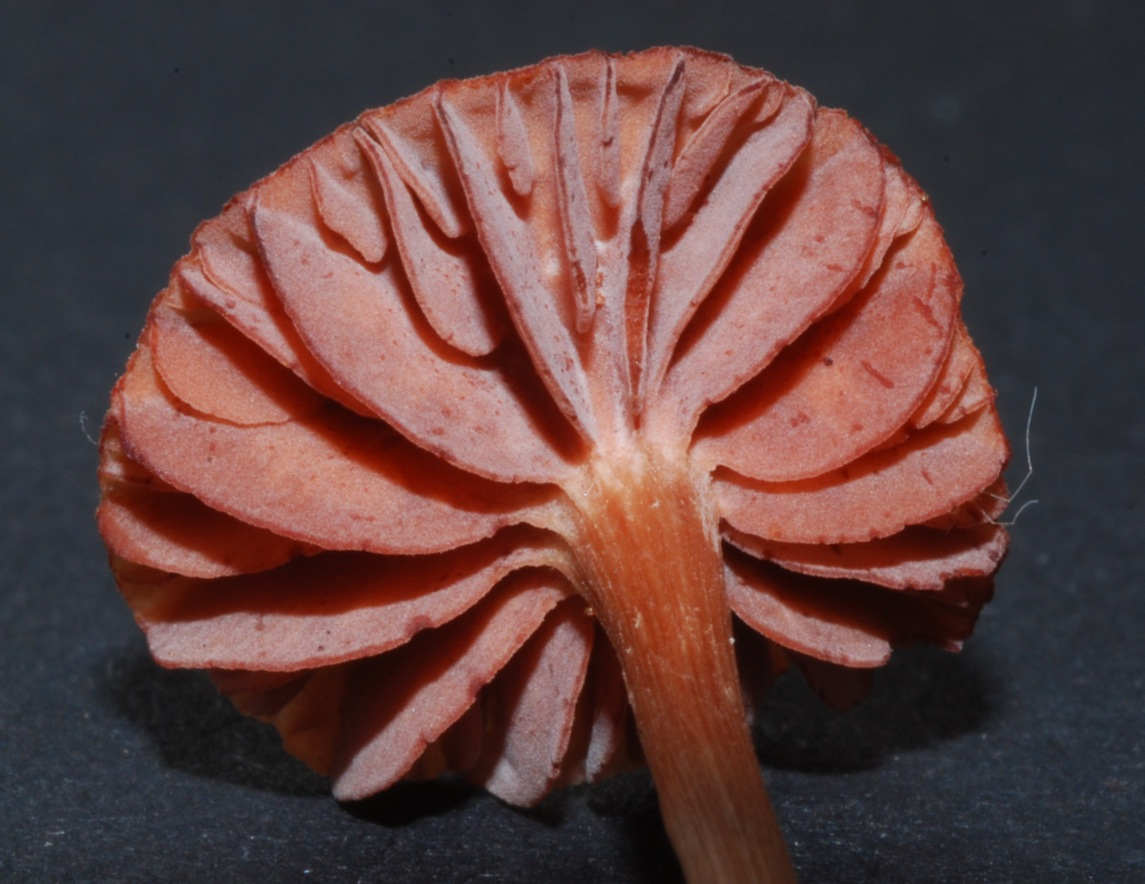

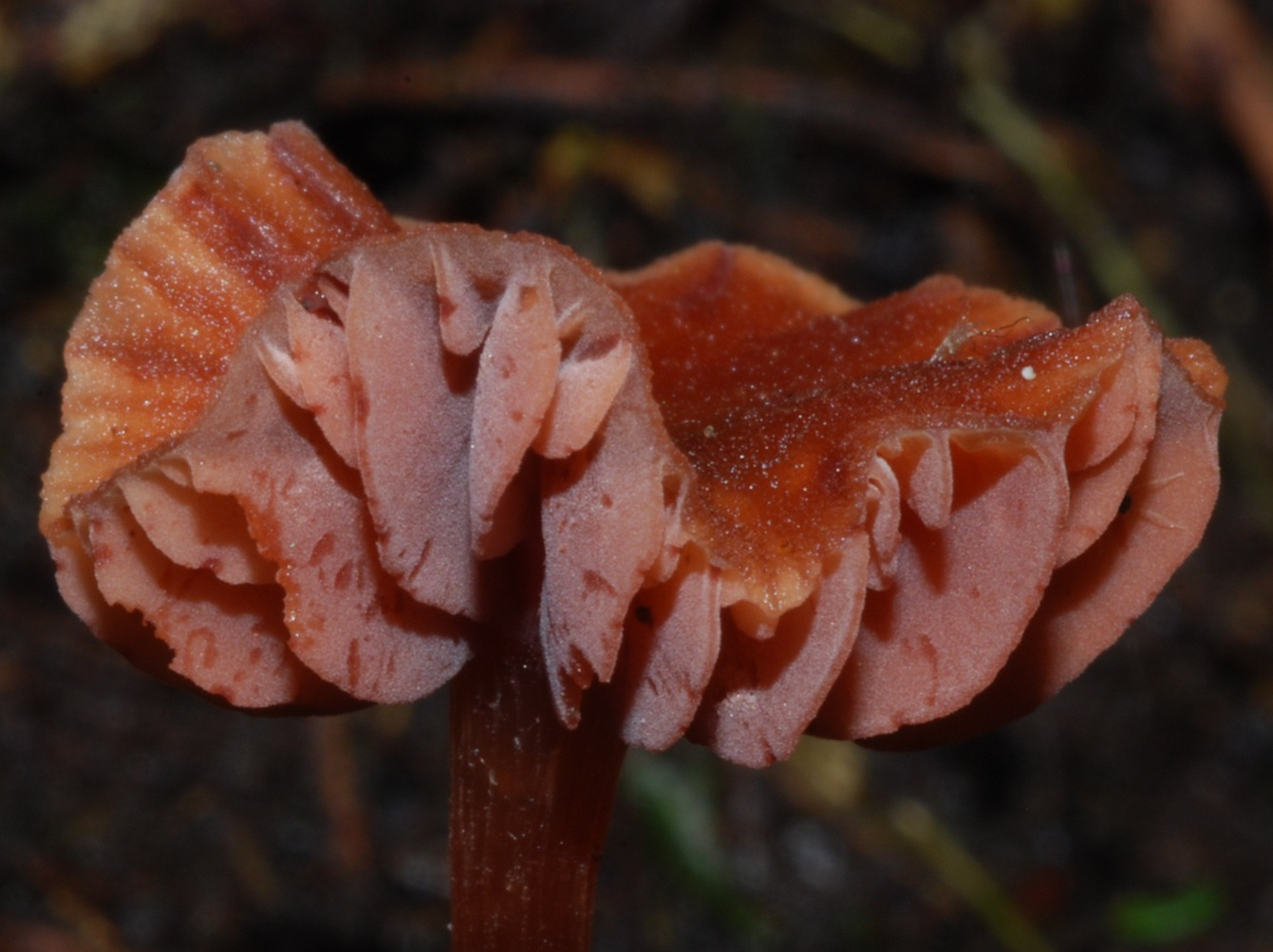

Lakówka ceglasta (Laccaria fraterna (Sacc.) Pegler) – gatunek grzybów z rodziny piestróweczkowatych (Hydnangiaceae).

## Systematyka i nazewnictwo
Pozycja w klasyfikacji według Index Fungorum: Laccaria, Hydnangiaceae, Agaricales, Agaricomycetidae, Agaricomycetes, Agaricomycotina, Basidiomycota, Fungi.
Po raz pierwszy takson ten opisany został w 1891 r. przez Pier Andrea Saccardo jako Naucoria fraterna. Obecną, uznaną przez Index Fungorum nazwę nadał mu David Pegler w 1965 r.
Nazwę polską nadali Barbara Gumińska i Władysław Wojewoda w 1968 r.

## Morfologia
Kapelusz
Średnica 1,5–4 cm, za młodu wypukły, później płaskowypukły, czasami nieco lejkowaty, o pofalowanych brzegach. Brzeg początkowo podwinięty, potem prosty. Jest higrofaniczny; w stanie wilgotnym prążkowany. Powierzchnia gładka, delikatnie łuskowata, czerwonawo brązowa.
Blaszki
Przyrośnięte lub zbiegające, dość szerokie z międzyblaszkami i czasami anastomozami, różowo-mięsiste.
Trzon
Wysokość 1,5–5 cm, grubość 2–5 mm, cylindryczny, czasami spłaszczony, równogruby, czasami zwężający się ku podstawie, kruchy, pusty w środku, chrząstkowaty. Powierzchnia brązowawa, pokryta białawymi włókienkami, z wiekiem bardziej grubo włóknista i spłowiała. Podstawa biało pilśniowa. Nie zmienia barwy po uszkodzeniu.
Miąższ
W kapeluszu cienki, tej samej barwy. Zapach słabo grzybowy, smak łagodny.
Cechy mikroskopowe
Wysyp zarodników biały. Zarodniki niemal kuliste, o średnicy 8,5–11 µm, pokryte kolcami długości do 1–2 µm i grubości około 1 μm u podstawy, nieamyloidalne. Podstawki 2-zarodnikowe. Brak cheilocystyd. Strzępki skórki kapelusza o szerokości 5–15 μm.
Gatunki podobne
Lakówka ceglasta jest podobna do lakówki pospolitej (Laccaria laccata), ale mikroskopowo odróżnia się od niej 2-zarodnikowymi podstawkami. Rośnie też na innych siedliskach. Według Muellera do Ameryki i Europy została zawleczona wraz z sadzonkami drzew egzotycznych (głównie eukaliptusów).

## Występowanie i siedlisko
Lakówka ceglasta jest szeroko rozprzestrzeniona. Występuje w Ameryce Północnej, Środkowej i Południowej, Europie, Azji, Australii i na Nowej Zelandii. W piśmiennictwie naukowym do 2003 r. na terenie Polski podano tylko jedno stanowisko (Białowieski Park Narodowy, 1997). Według W. Wojewody może to być źle oznaczony gatunek – prawdopodobnie była to lakówka prążkowana (Laccaria pumila).
Grzyb mykoryzowy związany z eukaliptusami, akacjami. Wydaje się, że do Ameryki Północnej została zawleczona wraz z sadzonkami tych drzew.